# Andrzej Wasilewski (ur. 1972)
Andrzej Wasilewski (ur. 4 sierpnia 1972) – polski prawnik, promotor i menedżer bokserski.

## Życiorys
Szef i założyciel grupy KnockOut Promotions. Swoją pierwszą galę boksu zawodowego zorganizował 3 lutego 2001 roku w Warszawie. W barwach jego grupy występowali lub występują m.in. Krzysztof Włodarczyk, Krzysztof Głowacki, Rafał Jackiewicz, Artur Szpilka, Wojciech Bartnik, Maciej Zegan, Dawid Kostecki, Tomasz Bonin, Damian Jonak i Paweł Kołodziej.
Jako prawnik uczestniczył w głośnych procesach, m.in. w sprawie górników z kopalni Wujek, stanu wojennego i gangu „Pershinga”.
Syn Jacka Wasilewskiego (1929–2006).